# Thomas a Kempis
Thomas a Kempis (eigenlijk Thomas van Kempen of Thomas Hemerken of Haemerken, letterlijk "hamertje"; Kempen in Keur-Keulen, ca. 1380 – Zwolle,  1 mei 1471) was een middeleeuws augustijner kanunnik, kopiist, schrijver en mysticus. Hij was lid van de spirituele beweging van de Moderne Devotie en een volgeling van Geert Grote en Florens Radewijns, de stichters van de congregatie der Broeders des Gemenen Levens.

## Leven
Thomas werd geboren in Kempen, nabij Krefeld, als zoon van Jan Hemerken, een smid, en Gertrude Hemerken, een onderwijzeres. De metonymische beroepsnaam (kleine hamer) verwijst naar het beroep van zijn vader, die smid was. In 1393 werd Thomas naar de Latijnse school in Deventer (het centrum van de Moderne Devotie) gestuurd, die nauwe banden had met de Broeders van het Gemene Leven. Zijn broer Johannes was hem daar reeds voorgegaan, maar deze bleek al enige tijd te vertoeven in de recent gestichte Congregatie van Windesheim. Zijn broer bezorgde Thomas wel een introductiebrief voor de superior van de Broeders van het Gemene Leven te Deventer, Florens Radewijns. Thomas werd te Deventer goed ontvangen en volgens de leer van de Moderne Devotie van Geert Grote opgeleid. Hij verbleef zeven jaar in de Hanzestad Deventer en logeerde in het huis van Radewijns, onder wiens directe invloed hij stond.
Tijdens zijn studies bleek hij heel vaardig in het kopiëren van manuscripten. Daarna vestigde hij zich als een succesvol kopiist en kon zo zichzelf onderhouden. Later trad hij toe tot de reguliere augustijner kanunniken in de priorij van het Bergklooster op de Sint-Agnietenberg nabij Zwolle, waar zijn broer hem reeds was voorgegaan en prior was geworden. Hij werd tot priester gewijd in 1413 en werd subprior in 1429.
Thomas a Kempis behoorde tot de school van mystici die verspreid waren langs de Rijn van Zwitserland tot Straatsburg, Keulen en in de Nederlanden. Hij leidde een rustig leven, afgezien van de opschudding rond de weigering van de paus om Rudolf van Diepholt te erkennen, die tot bisschop te Utrecht was verkozen. Hij verdeelde zijn tijd tussen het opdragen van het Misoffer in de hem toegewezen kapellen, biechthoren, devotie-oefeningen, schrijven en kopiëren. Het schijnt dat de uitdrukking "met een boekje in een hoekje" (In omnibus requiem quaesivi et nusquam inveni nisi in angulo cum libro) van hem afkomstig is; in elk geval was deze zeker op hem van toepassing.
Op 11 november 1897 werd een monument voor hem onthuld in de (niet meer bestaande) Michaëlkerk aan de Roggestraat in  Zwolle, in het bijzijn van de aartsbisschop van Utrecht.

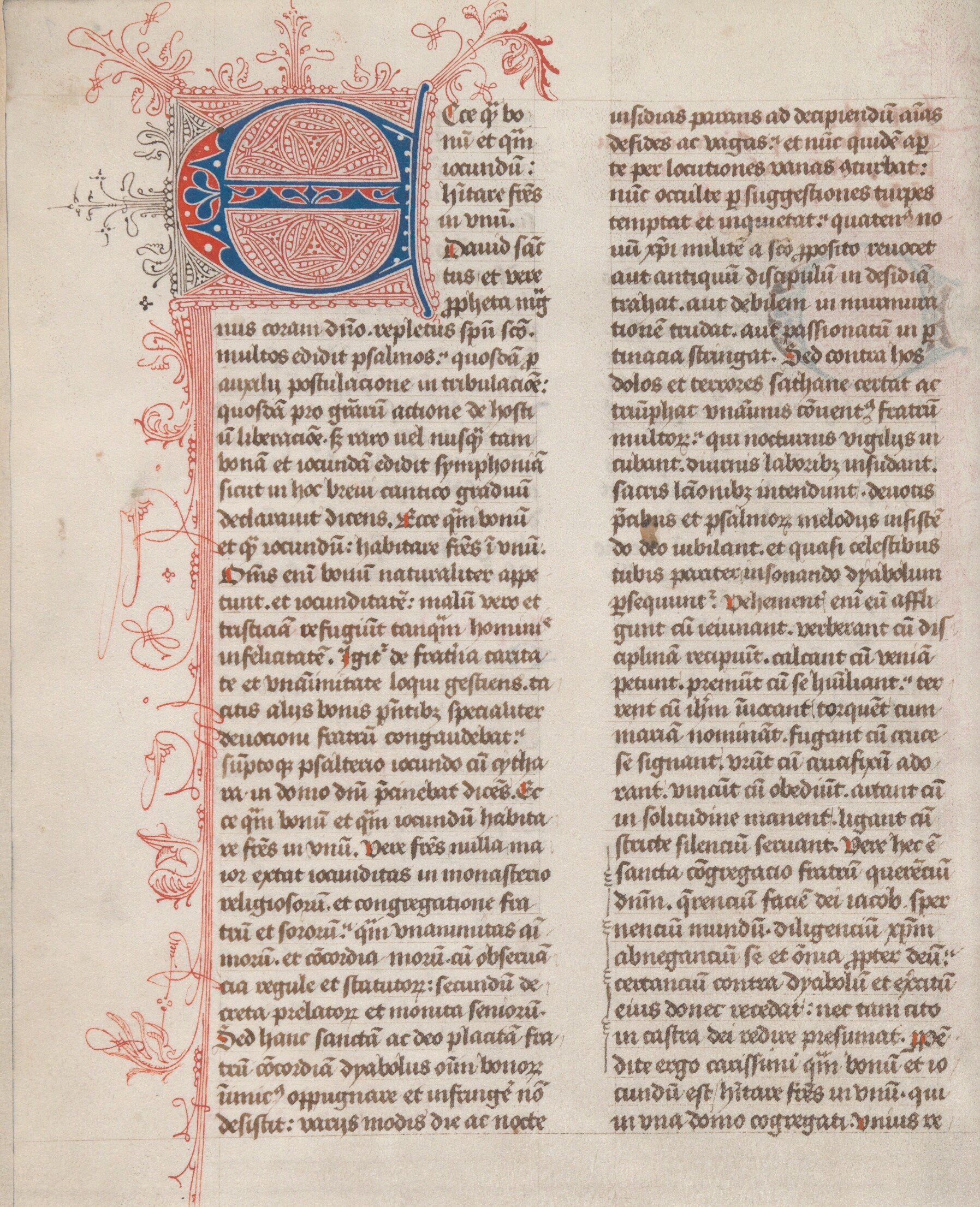
Fragment uit het manuscript "Opera". Een kopie van werken geschreven door Thomas a Kempis uit de tweede helft van de 15e eeuw.
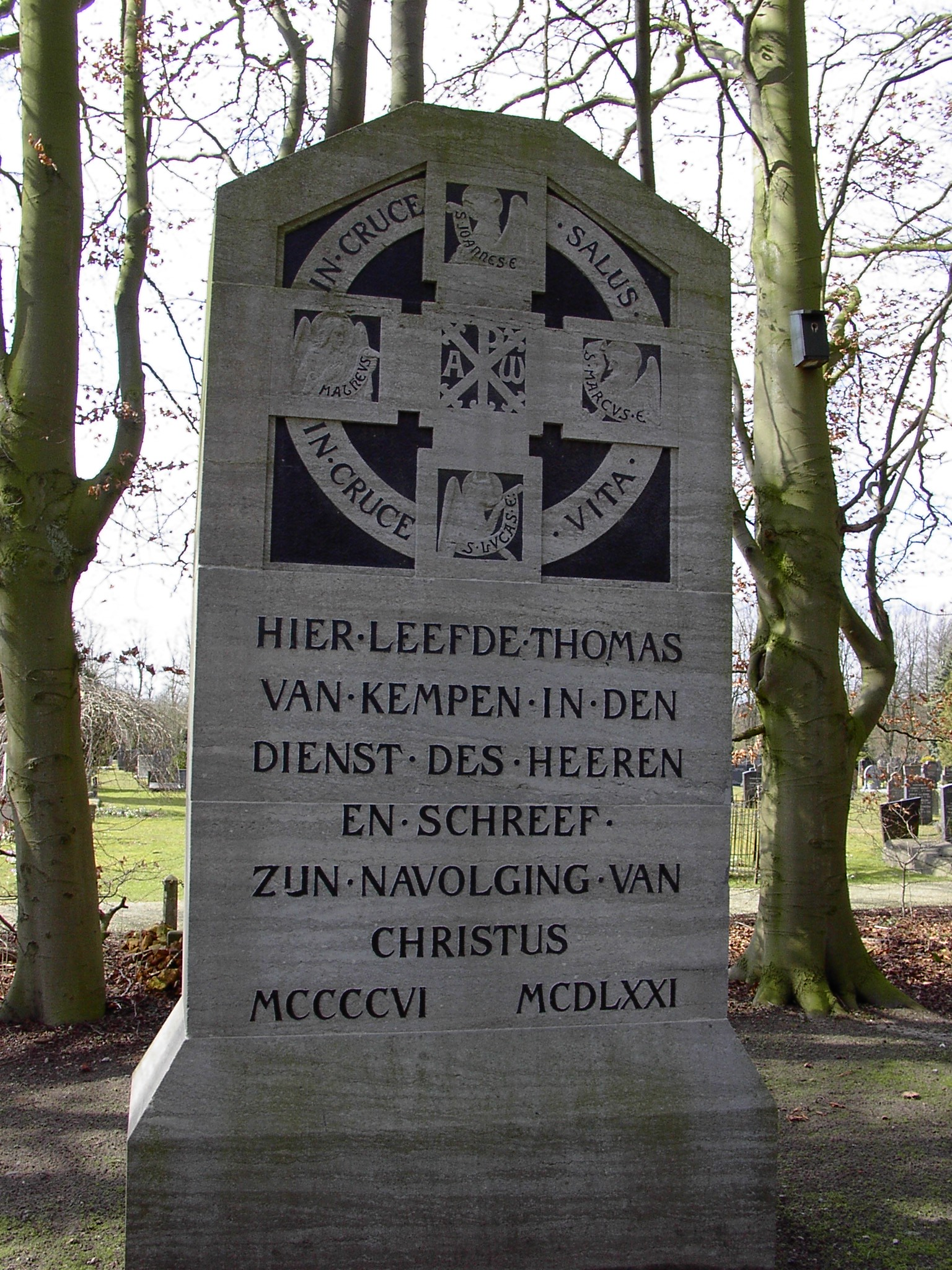
Monument voor Thomas a Kempis bij de ingang van Begraafplaats Bergklooster in Zwolle.
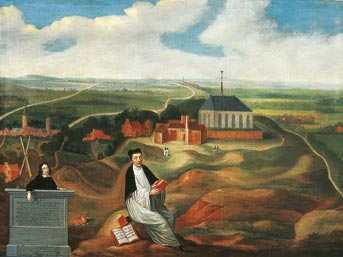
Thomas a Kempis op de Agnietenberg (1569).
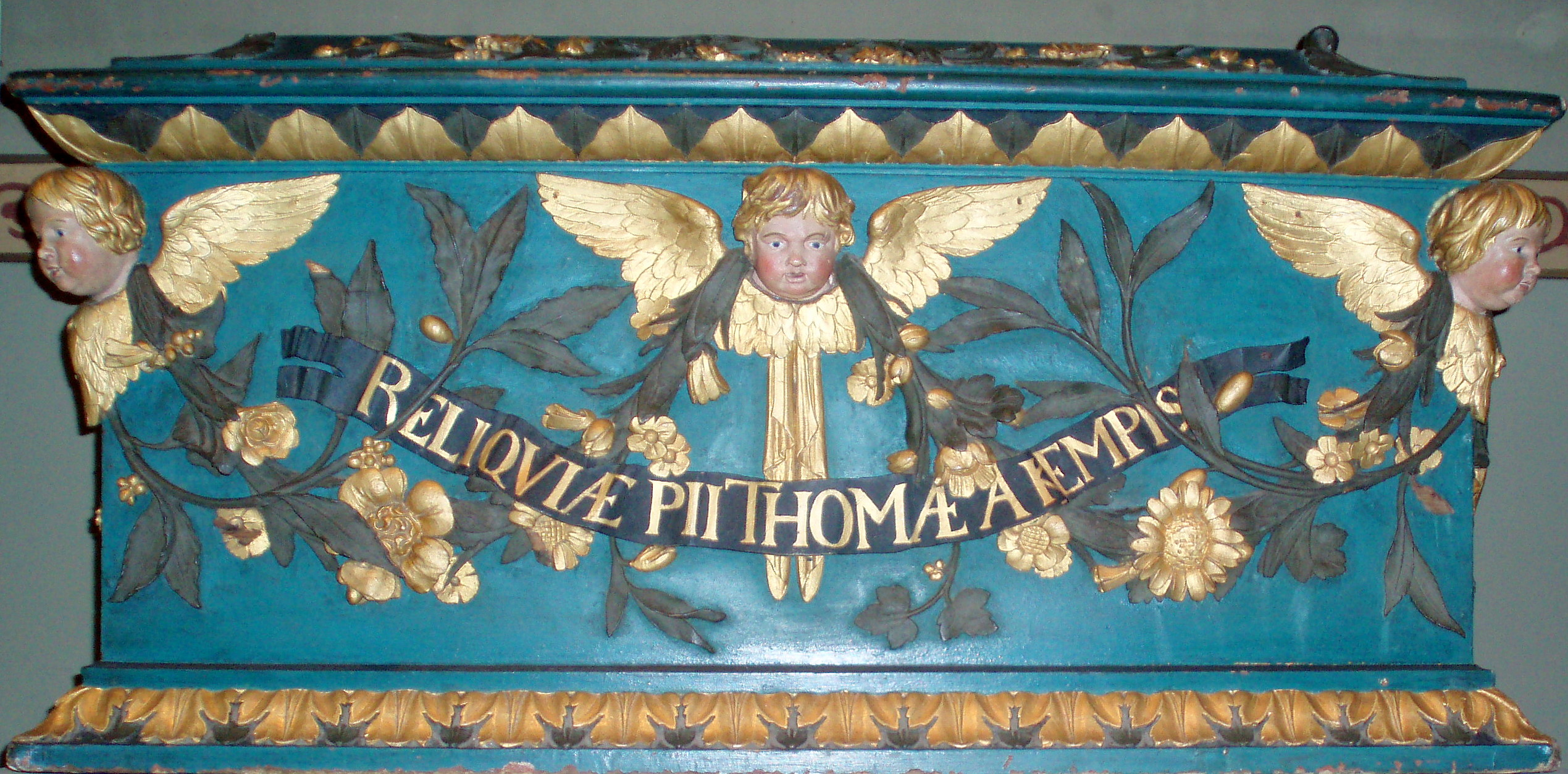
De schrijn met het gebeente van Thomas a Kempis

## Werken
Thomas a Kempis kopieerde de Bijbel zeker vier keer, waarvan één exemplaar in vijf delen bewaard is gebleven in Darmstadt. Zelf schreef hij talrijke werken, bijna alle in het Latijn. Hij kende de Bijbel door en door, en zijn werken staan vol met Bijbelcitaten, vooral uit het Nieuwe Testament.
Zijn werken zijn alle devotioneel van karakter en omvatten traktaten, meditaties, brieven en preken.
Onder zijn historische traktaten zijn Vita Gerardi Magni (Het leven van Geert Grote) en biografieën van Florens Radewijns en negen andere broeders, en een Vita Lidewigis (over het leven van de heilige Liduina van Schiedam). De geschiedenis van het klooster op de Agnietenberg stelde hij te boek in de Chronicon montis Sanctae Agnetis. Een apart hoofdstuk daarvan is gewijd aan zijn leermeester in Zwolle, Johannes Cele.
Zijn bekendste en nog altijd beroemde werk is Over de navolging van Christus (De imitatione Christi), de verzamelnaam voor vier traktaten, waarvan het oudste dateert uit 1424. Het werk werd in 1471-1472 te Augsburg gedrukt en honderden keren herdrukt; het was na de Bijbel het meest verspreide boek van de late middeleeuwen. In sterk gecensureerde vorm vond het van oorsprong zeer katholieke werk zelfs verspreiding bij aanhangers van de Nadere Reformatie, met verwijdering van de vele "paepsche stoutigheden" erin.
Vergelijkbare werken, en doortrokken van dezelfde geest, vormen zijn uitgebreide meditatie over het leven en de zegeningen van de Verlosser en een andere over de Incarnatie. Beide werken handelen over de verering van Christus en het aandachtig meevieren van de Mis en overige erediensten; dit alles in het kader van het persoonlijke gebedsleven en de persoonlijke relatie met God.

## Gebeente
Zijn gebeente bevond zich tot 2006 in een schrijn in de Sint-Michaëlskerk aan de Bisschop Willebrandlaan in Zwolle. Omdat deze kerk echter in november van dat jaar gesloten werd, zijn ze met Pinksteren 2006 definitief overgebracht naar de Basiliek van Onze-Lieve-Vrouw-ten-Hemelopneming in het centrum van de stad. In 2011 is een poging gedaan Thomas' gezicht te reconstrueren uit forensisch onderzoek naar de schedel. Dit mislukte echter, omdat delen van de schedel bleken te ontbreken. In februari 2012 werd de kist weer gesloten onder uitspreking van een gebed door hulpbisschop Herman Woorts.
De schrijn uit 1674 is een blauw geverfde kist met op de voorkant drie engelenkoppen en bloemversiering rond een banderol met het opschrift Reliquiae Pii Thomae a Kempis (de relieken van de vrome Thomas van Kempen).

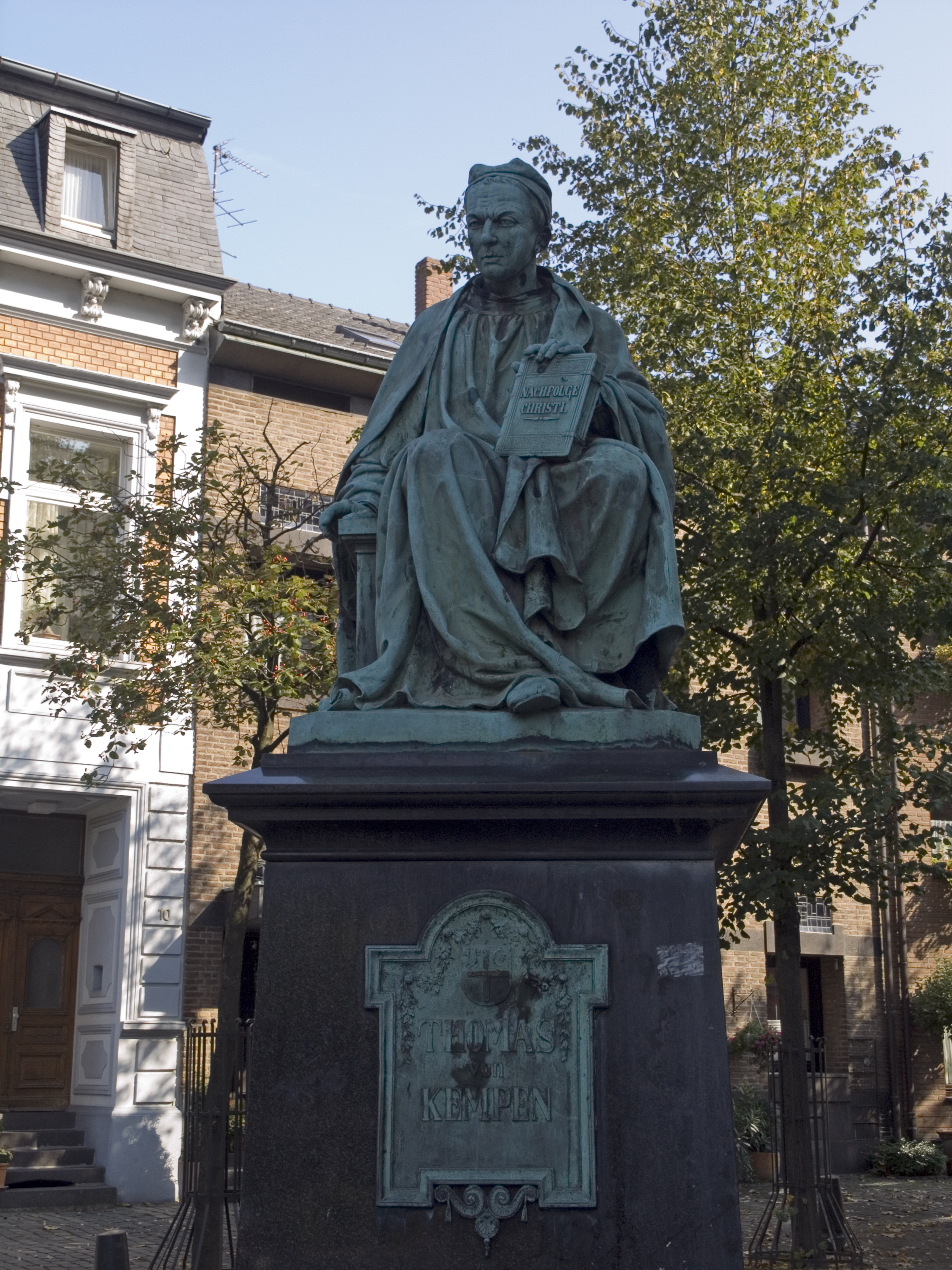
Kempen, St-Mariaplein met op de achtergrond de plek waar het geboortehuis van Thomas van Kempen gestaan heeft.

Aan het St-Mariaplein in Kempen staat een bronzen beeld opgesteld van Thomas van Kempen, gemaakt door Lambert Piedboeuf, in 1901.

## In Nederlandse vertaling
- De navolging van Christus, vert. Jacques Koekkoek. 2016 ISBN 9043527408
- De minachting van de wereld, vert. Frank De Roo, 2018. ISBN 9043530832
- Leven van Geert Grote, vert. Frank De Roo, 2021. ISBN 9043537136